# سد گل تپه زنجان
 سد گل تپه زنجان  یکی از سدهای در حال بهره برداری استان زنجان است.